# KFNB – Tiberius bis Pilades
| KFNB – Tiberius bis Pilades TVV – Branyicska bis Békés / TVV – Abony bis Új-Fehértó / TVV – Kassa bis Kis Várda / MÁV IIe / MÁV IIf / MÁV 253 / MÁV 254 | KFNB – Tiberius bis Pilades TVV – Branyicska bis Békés / TVV – Abony bis Új-Fehértó / TVV – Kassa bis Kis Várda / MÁV IIe / MÁV IIf / MÁV 253 / MÁV 254 | KFNB – Tiberius bis Pilades TVV – Branyicska bis Békés / TVV – Abony bis Új-Fehértó / TVV – Kassa bis Kis Várda / MÁV IIe / MÁV IIf / MÁV 253 / MÁV 254 |
| --- | --- | --- |
| KFNB HORAZ | | |
| Technische Daten | | |
| Nummerierung: | TVV 5–14, 30–44, 55–64 MÁV IIe 1151–1154 MÁV IIf 1155–1156, 1161–1189 MÁV 253,001–004 MÁV 254,001–005                                                   | TVV 5–14, 30–44, 55–64 MÁV IIe 1151–1154 MÁV IIf 1155–1156, 1161–1189 MÁV 253,001–004 MÁV 254,001–005                                                   |
| Anzahl: | KFNB: 24 TVV: 35 MÁV: 35 (von TVV) | KFNB: 24 TVV: 35 MÁV: 35 (von TVV) |
| Hersteller: | StEG | StEG |
| Baujahr(e): | KFNB: 1856–1857 TVV: 1857–1859 | KFNB: 1856–1857 TVV: 1857–1859 |
| Ausmusterung: | KFNB: bis 1900 MÁV: bis 1915 | KFNB: bis 1900 MÁV: bis 1915 |
| | 1865 | vor 1869 |
| Bauart: | 1B n2 | 1B n2 |
| Zylinderdurchmesser: | 421 mm | 421 mm |
| Kolbenhub: | 632 mm | 632 mm |
| Treibraddurchmesser: | 1264 mm | 1264 mm |
| Laufraddurchmesser: | 948 mm | 948 mm |
| Fester Radstand: | k. A. | 3.533 mm |
| Gesamtradstand: | k. A. | 3.533 mm |
| Rohrheizfläche: | 103,5 m² | 114,4 m² |
| Strahlungsheizfläche: | 6,6 m² | 7,5 m² |
| Rostfläche: | k. A. | 1,50 m² |
| Kesselüberdruck | 5,4 atm | 6,5 atm |
| Leermasse: | k. A. | 26,7 t |
| Reibungsmasse: | k. A. | 20,2 t |
| Dienstmasse: | k. A. | 29,0 t |
| Dienstmasse mit Tender: | k. A. | 52,1 t |
| Gesamtmasse: | 110,1 t | 121,6 t |
| Wasservorrat: | k. A. | 7,9 m³ |
| Brennstoffvorrat: | k. A. | 4,2 t (Kohle) |
| Länge: | k. A. | 8.171 mm |
| Länge mit Tender: | k. A. | 13.901 mm |

Die Dampflokomotiven Tiberius bis Pilades waren 24 Güterzug-Lokomotiven der KFNB.
Sie wurden 1856/1857 von der Lokomotivfabrik der StEG in Wien an die KFNB mit der Achsformel 1B geliefert. Die Maschinen hatten außen liegende Zylinder.

## Geschichte

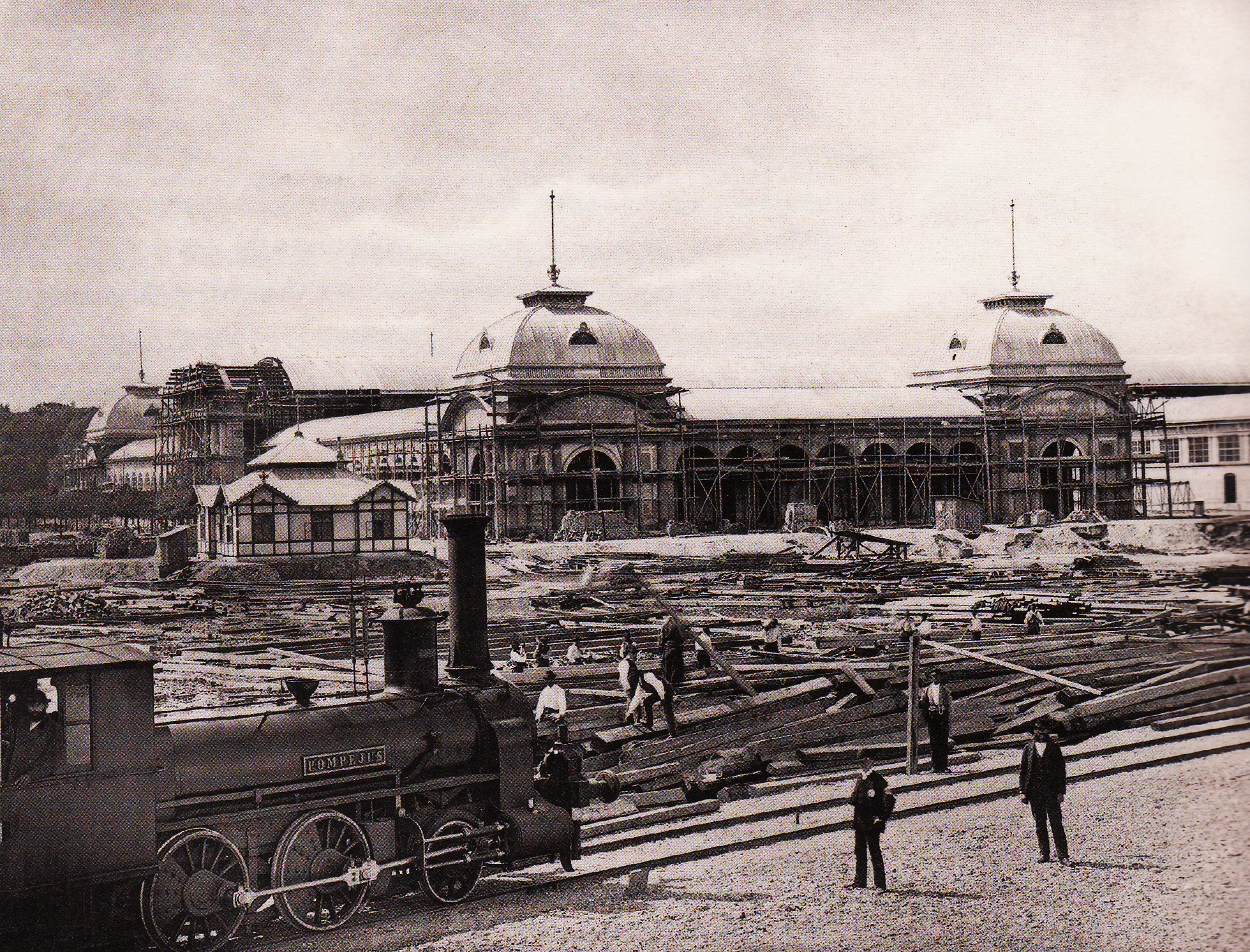
Die bereits mit einem Führerhaus ausgestattete POMPEJUS bei den Bauarbeiten zur Weltausstellung 1873 in Wien

Die Lokomotiven wurden vor 1869 mit neuen Kesseln ausgestattet. Alle Fahrzeuge wurden von der KFNB zwischen 1890 und 1900 ausgeschieden.
Die Theiss-Eisenbahn (TVV) bekam 1857–1859 in vier Baulosen insgesamt 35 baugleiche Lokomotiven von der Lokomotivfabrik der StEG.
Sie erhielten bei der TVV die Nummern 5–14 mit den Namen BRANYICSKA, TORDA, KAPRIORA, SZARVAS, NYÍREGYHÁZA, HADHÁZ, MEZÖ-TÚR, GYULA, GYOMA sowie BÉKÉS, weiters die Nummern 30–44 mit den Namen ABONY, TÖRÖK SZT. MIKLOS, FEGYVERNEK, PÜSPÖK-LADÁNY, KABA, SÁP, BERETTYÓ-ÚJFALU, MEZÖ-KERESZTES, NÁDUDVAR, ÚJVÁROS, MEZÖ-BERÉNY, CSABA, KÉTEGYHÁZA, KURTICS sowie ÚJ-FEHÉRTÓ und die Nummern 55–64 mit den Namen KASSA, HEGYALLYA, BIHAR, ABA-ÚJ, BORSOD, S. A. ÚJHELY, MÁD, SZT. MIHÁLY, SAJÓ sowie KIS VÁRDA.
Als die TVV verstaatlicht wurde, wurden die 35 Maschinen den Reihen IIe und IIf zugeteilt. Im Reihenschema von 1911 bekamen die noch vorhandenen Exemplare die Reihenbezeichnung 253 und 254. Die letzte Maschine wurde 1915 ausgemustert.